# Nationalpark Oosterschelde
Der Nationalpark Oosterschelde ist ein maritimer Naturpark in der niederländischen Provinz Zeeland. Er wurde am 8. Mai 2002 eingerichtet und ist mit einer Fläche von etwa 37.000 ha der flächenmäßig größte der 21 Nationalparks im europäischen Teil des Landes. Das Gebiet erstreckt sich über den gesamten Bereich der Oosterschelde, eines Meeresarms im Mündungsdelta der Flüsse Rhein, Maas und Schelde, sowie der Uferbereiche der angrenzenden Inseln und Halbinseln.

## Geschichte

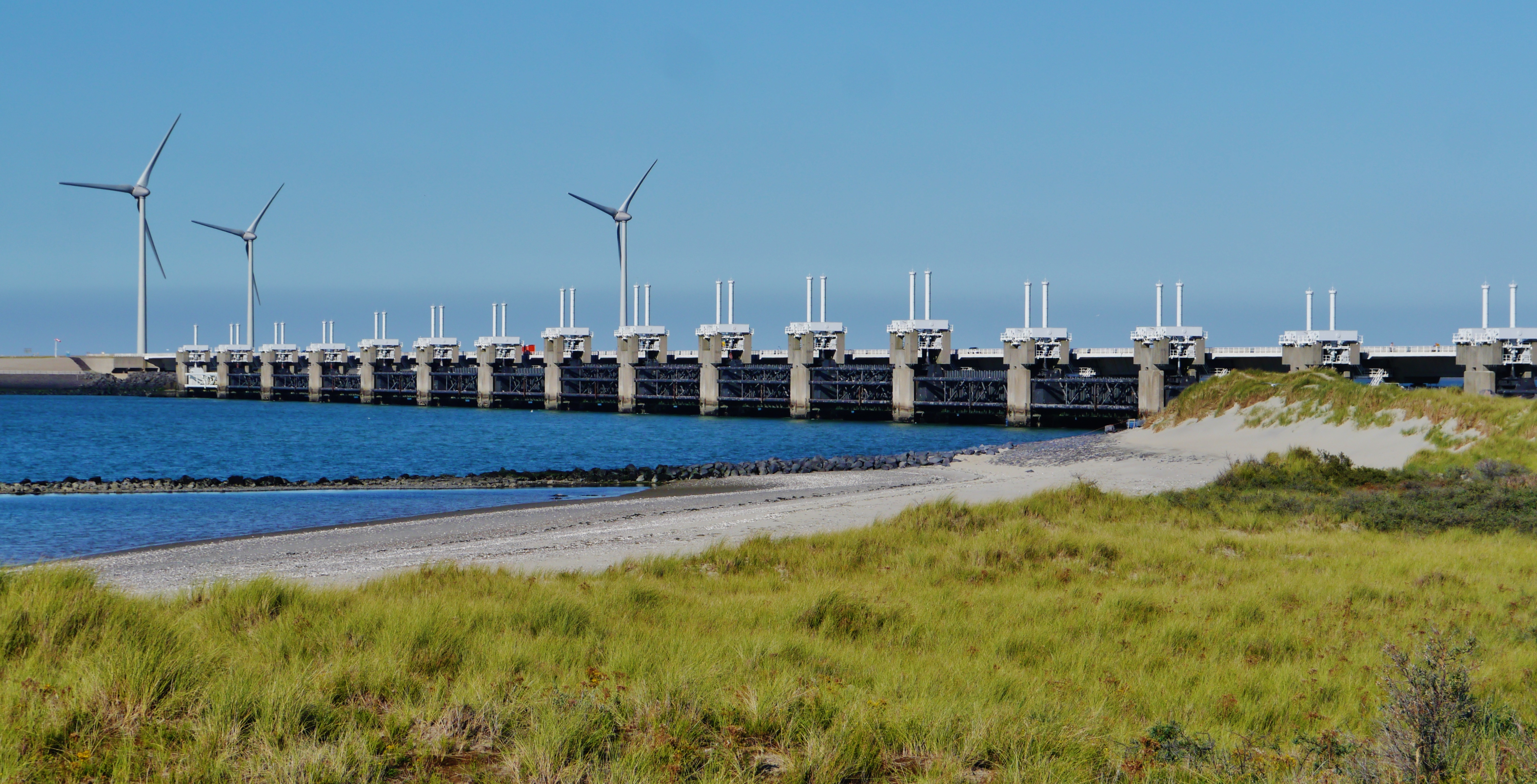
Sturmwehr Oosterscheldekering

Nach der katastrophalen Hollandsturmflut von 1953 begannen 1957 Pläne für den Bau der Deltawerke, die derlei Überschwemmungen in Zukunft verhindern helfen sollten. Der Plan sah ursprünglich vor, auch den Meeresarm der Oosterschelde komplett einzudeichen. Auf Grund von Protesten insbesondere der Aktionsgruppe Oosterschelde Open und von ansässigen Seeleuten, die um ihre angestammten Fischgründe fürchteten, wurde dieser jedoch schließlich verworfen. Stattdessen wurde nur auf einigen Kilometern ein klassischer Abschlussdeich gebaut und zwischen den Inseln Schouwen-Duiveland und Noord-Beveland das Sturmflutwehr Oosterscheldekering errichtet. Zum Schutz vor Sturmfluten kann das Wehr verschlossen werden, zu jeder anderen Zeit sind die Tore jedoch geöffnet und erlauben den fortgesetzten Einfluss von Ebbe und Flut auf die Oosterschelde.
Am 25. Februar 1999 richtete die niederländische Staatssekretärin für Landwirtschaft, Natur und Lebensmittelqualität eine Expertenkommission ein, die ein Konzept zur Errichtung des Nationalparks erarbeiten sollte. Drei Jahre später, im Mai 2002, wurde die Oosterschelde offiziell als Nationalpark der Niederlande ausgewiesen.

## Fauna
Nach der Inbetriebnahme der Oosterscheldekering nahm die Intensität der Gezeiten um etwa ein Viertel ab. Dadurch verschwanden Tierarten, die den Meeresarm ursprünglich bewohnt hatten und wurden im Laufe der Zeit durch andere Arten ersetzt, die mit den veränderten Bedingungen besser zurechtkamen.
Durch die Vermischung von Salz- und Süßwasser ist die ansässige Fauna heute dennoch entsprechend abwechslungsreich. Große Meeressäuger wie Seehunde und Schweinswale kommen im Nationalpark vor. Des Weiteren leben in dem Gebiet Fischarten wie Groppe, Sardelle, Scholle oder Hecht. Auch Seenadeln und Seezungen kommen hier vor. Ebenso bewohnen diverse Arten von Wirbellosen das Gebiet, darunter Austern, Krabben, Krebse, Sepien und Garnelen. Die Avifauna wird unter anderem durch Silbermöwen, Lappentaucher, Kormorane, Sandregenpfeifer und Mittelsäger repräsentiert. Watvögel wie Austernfischer, Säbelschnäbler und Rotschenkel brüten ebenso im Park wie Sturm-, Silber- und Schwarzkopfmöwe.

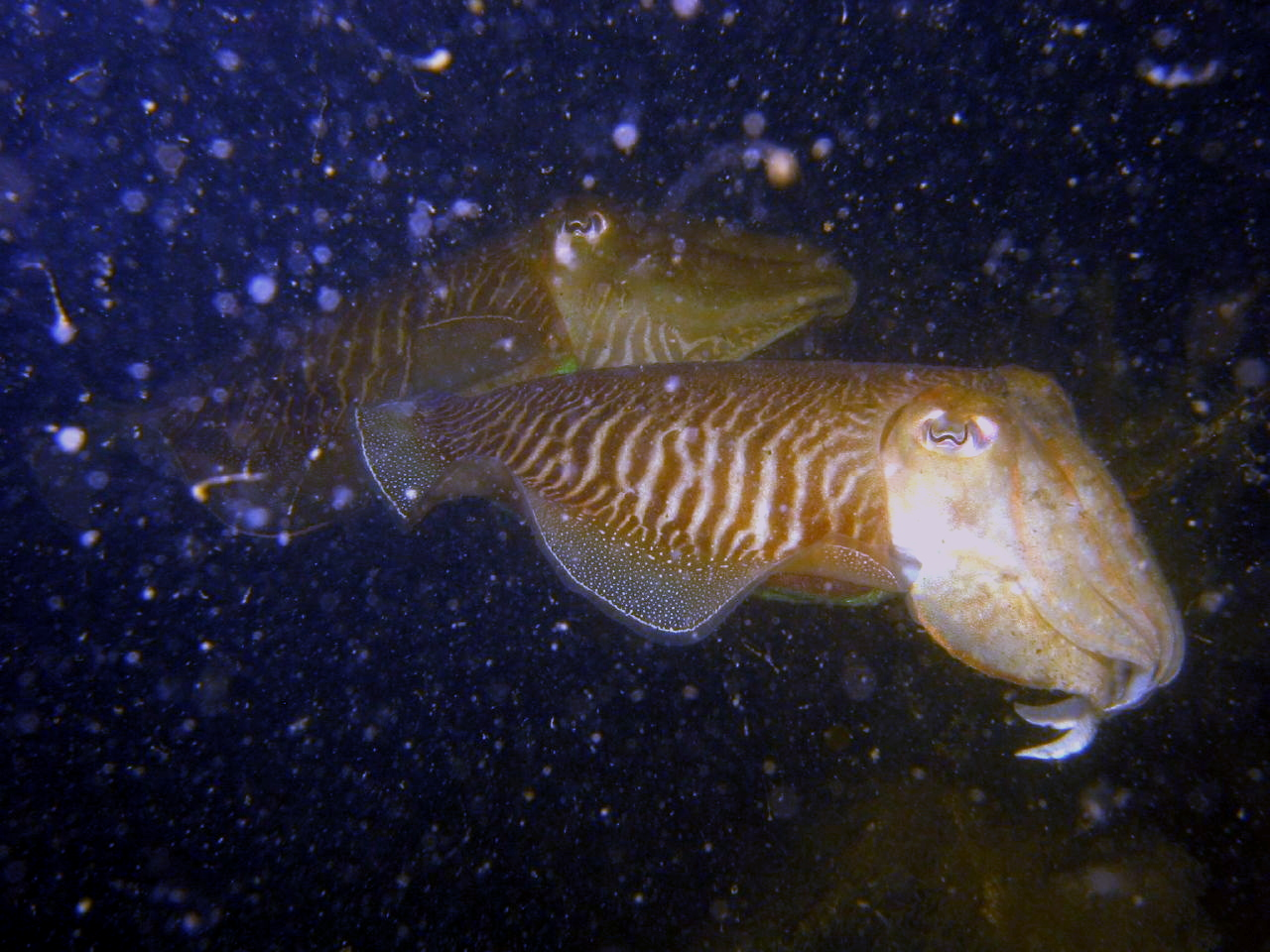
Sepien in der Oosterschelde
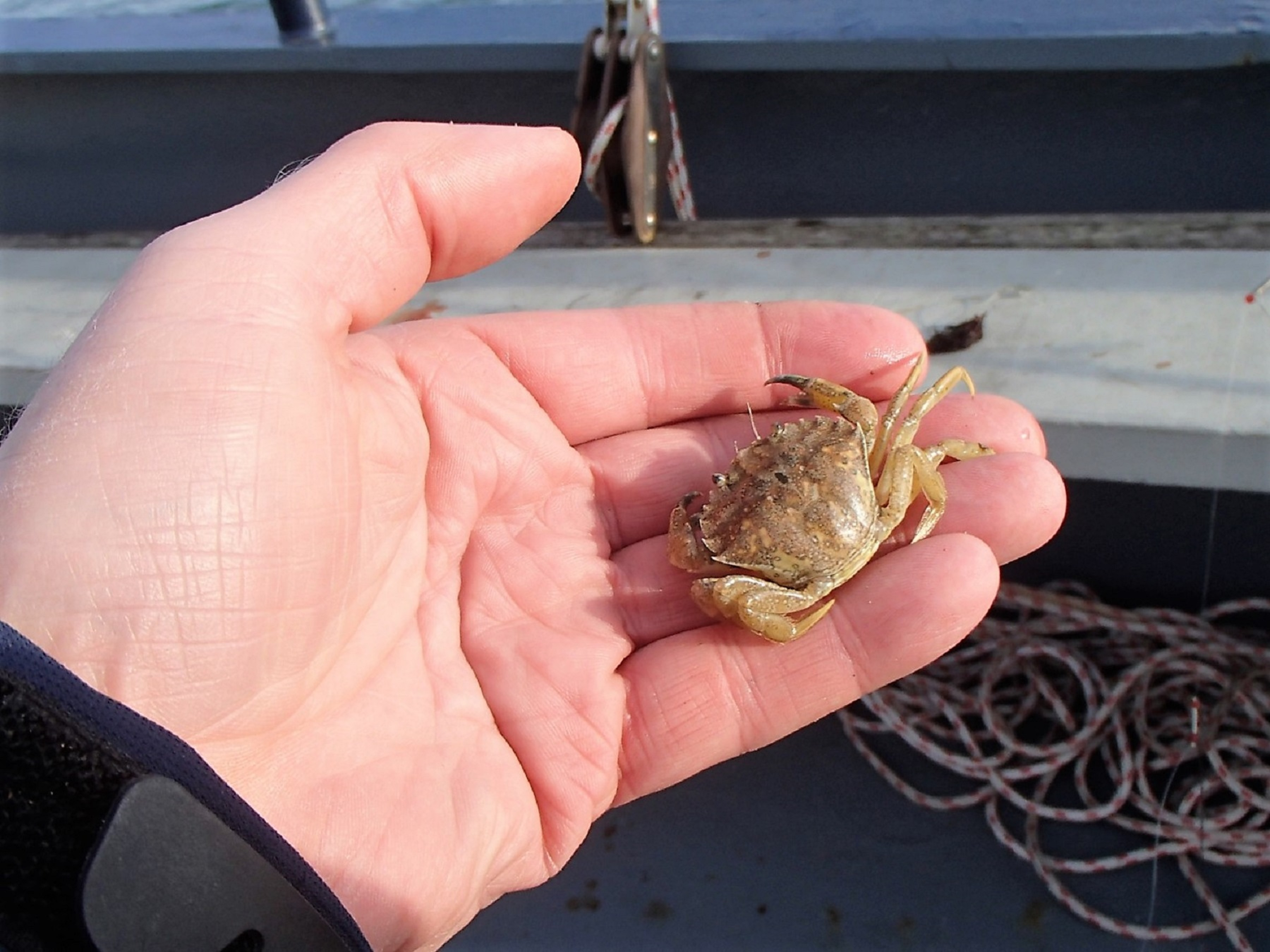
Im Nationalpark gefangene Krabbe
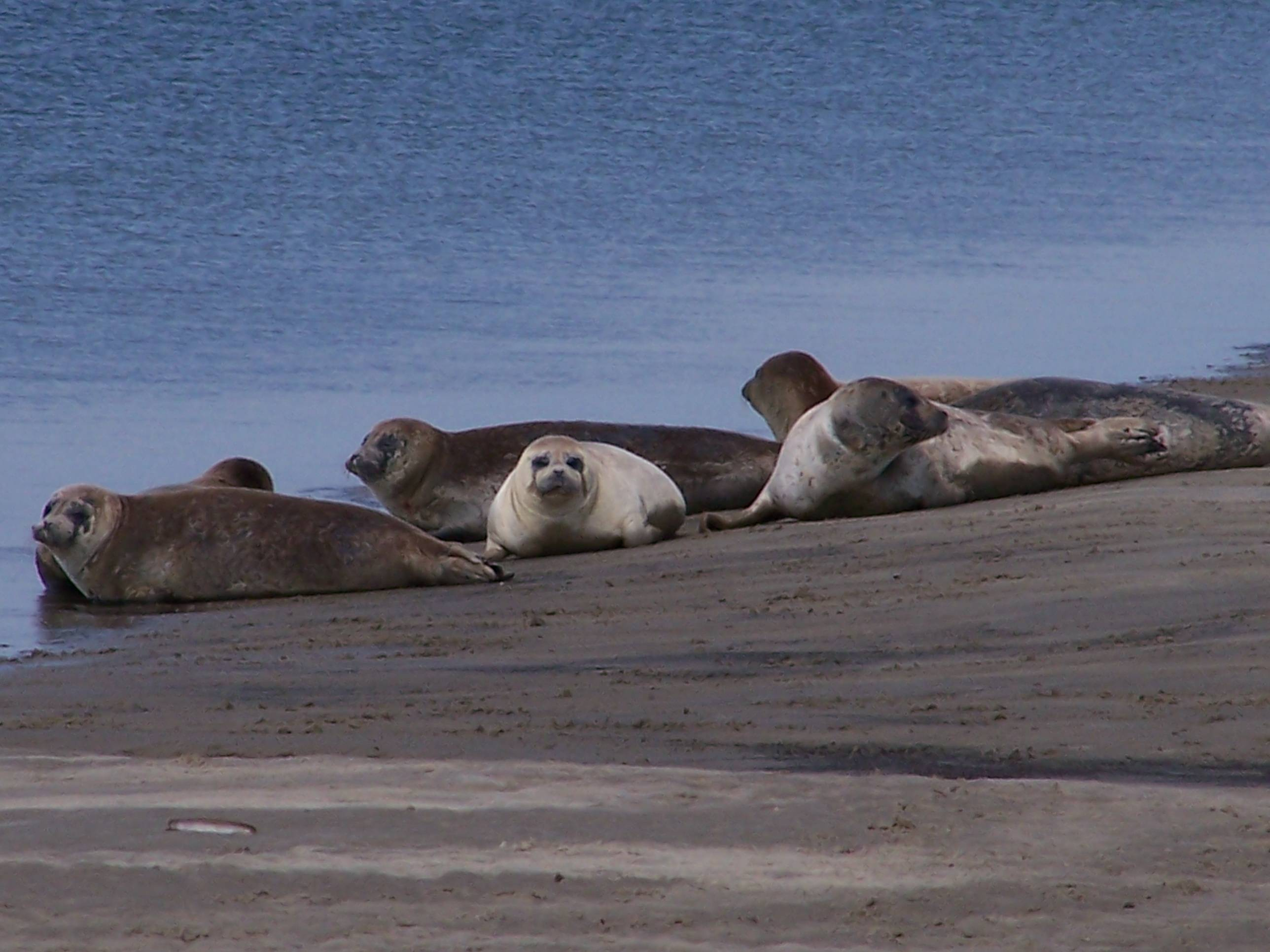
Seehunde sind im Nationalpark wieder häufiger anzutreffen
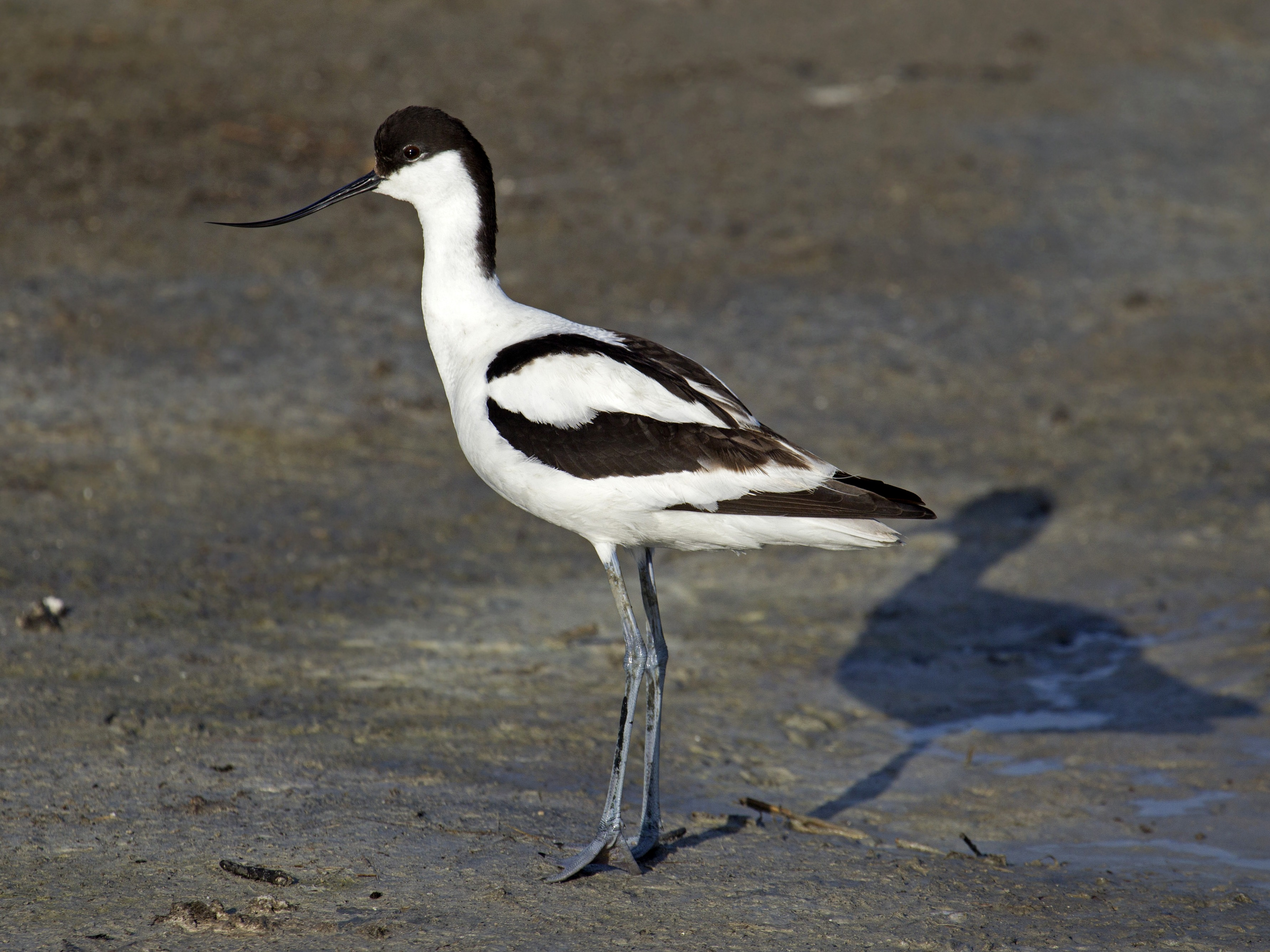
Säbelschnäbler brüten neben vielen anderen Arten im Park
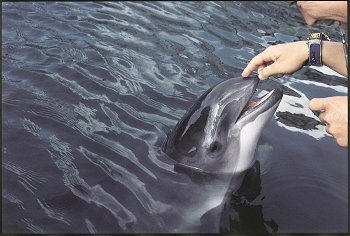
Schweinswale können im Nationalpark beobachtet werden

## Freizeit und Erholung
Auf der früheren Sandbank Neeltje Jans befindet sich das Besucherzentrum des Nationalparks Oosterschelde. Von dort aus starten diverse Marsch- und Wattwanderungen sowie Bootstouren, auf denen vor allem die im Meeresarm lebenden Schweinswale und Seehunde beobachtet werden können.
Der Nationalpark ist ein beliebtes Ziel für Tauchgänge. Die Sichtweite unter Wasser ist für Nordseeverhältnisse sehr gut und beträgt je nach Witterungsverhältnissen zwischen 5 und 16 Meter.